# Lagarde-Marc-la-Tour
Lagarde-Marc-la-Tour – gmina we Francji, w regionie Nowa Akwitania, w departamencie Corrèze. W 2013 roku liczba ludności wynosiła 988 mieszkańców. 
Gmina została utworzona 1 stycznia 2019 roku z połączenia dwóch ówczesnych gmin: Lagarde-Enval oraz Marc-la-Tour. Siedzibą gminy została miejscowość Lagarde-Enval. 